# Джон Девіс (поет, спікер Палати громад Ірландії)

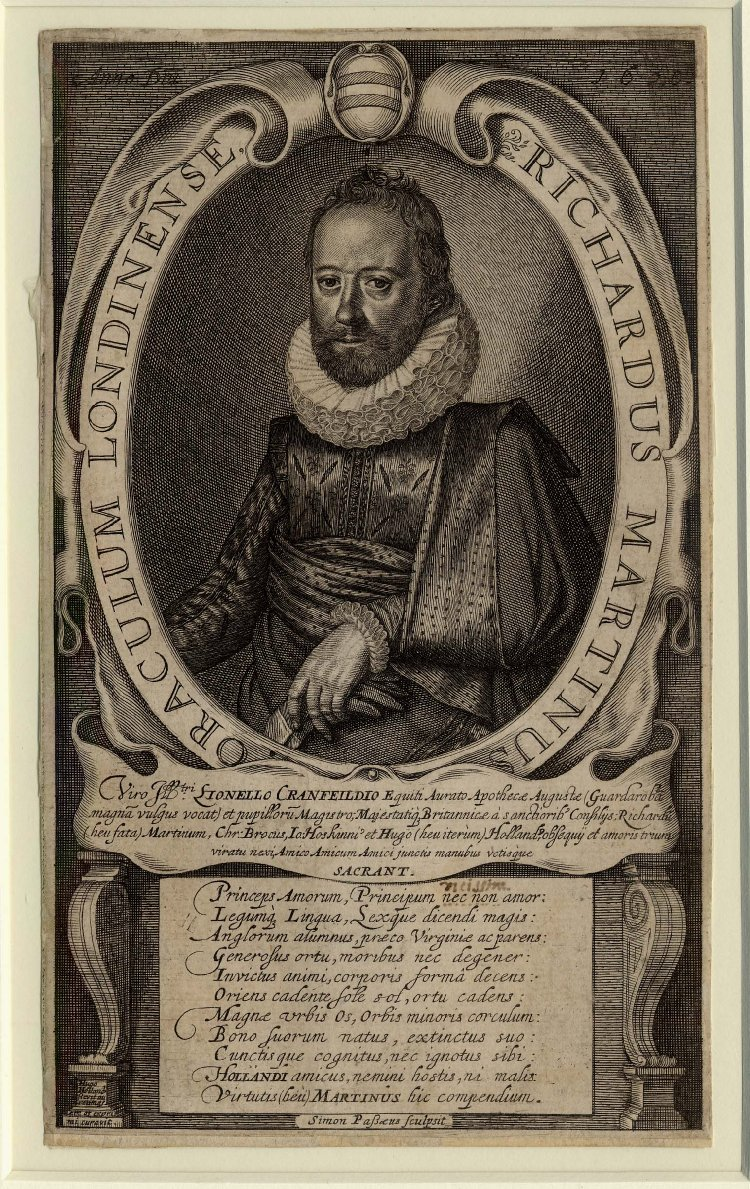
Річард Мартін (1570 – 1618)

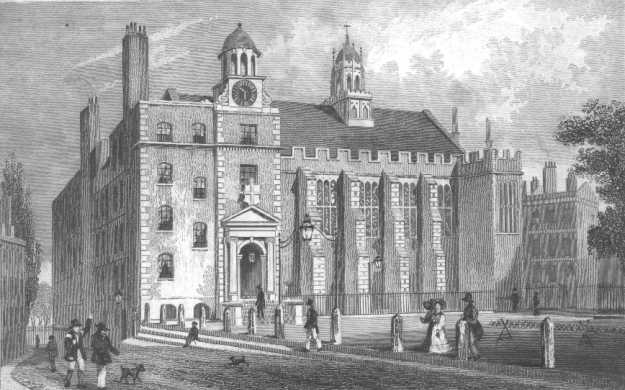
Будинок юридичної спілки «Мідл Темпл». Лондон.

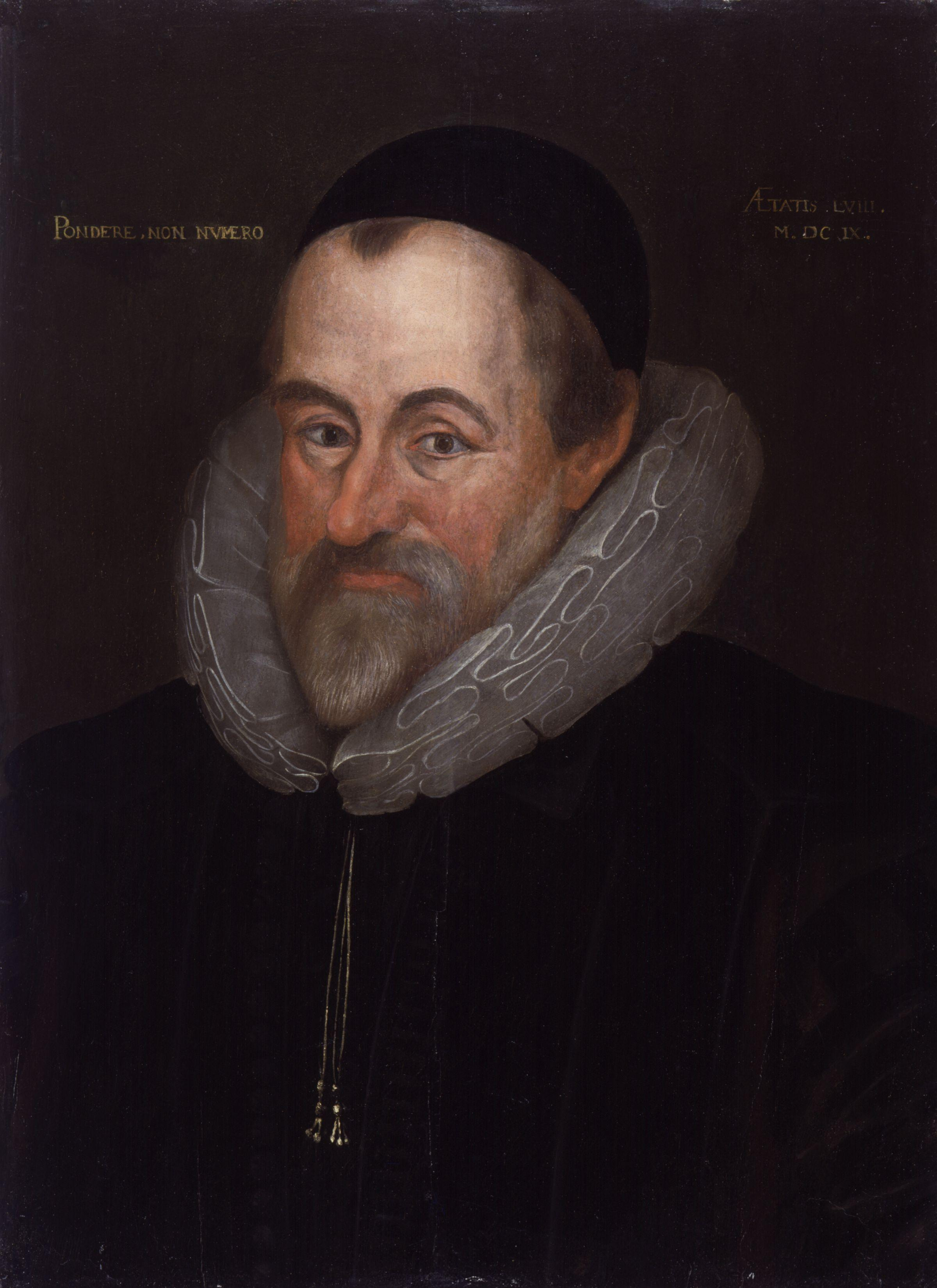
Вільям Камден (1551 – 1623)

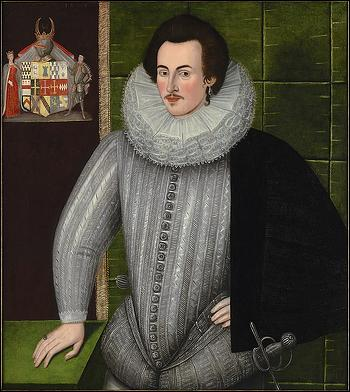
Чарльз Блаунт – лорд Моунтджой (1563 – 1606)

Сер Джон Девіс (16 квітня 1569 (хрещений) – 8 грудня 1626) – ірландський та англійський політик, англо-ірландський юрист, англо-ірландський поет, депутат і спікер Палати громад парламенту Ірландії, генеральний прокурор Ірландії, вчений-юрист. Був депутатом Палати громад у 1597 – 1621 роках. Сформулював багато принципів права, що лягли в основу правових норм  Британської імперії.

## Життєпис

### Ранні роки
Джон Девіс народився у Вілтширі, в маєтку Чіксгроув у Нижньому Чіксгроуві, в родині Джона та Мері Девіс. Він навчався у Вінчестерському коледжі протягом чотирьох років, у цей період він виявив великий інтерес до літератури. У шістнадцять років він пішов продовжити свою освіту в Королівському коледжі в Оксфорді, де він вчився лише вісімнадцять місяців, причому більшість істориків сумнівалися, що він отримав там вчену ступінь. Джон Девіс провів деякий час в юридичні школі «Нью Інн» після свого від’їзду з Оксфорда, і саме тоді він вирішив продовжити кар’єру юриста. У 1588 році він вступив до юридичної школи «Міддл Темпл», де мав хороші успіхи в навчанні, хоча зазнав постійних доган за свою поведінку. Після кількох відсторонень від занять поведінка коштувала йому місця в юридичні школі.
Девіс подорожував до Нідерландів у 1592 році разом з іншими студентами юридичної школи  «Мідл Темпл» - Вільямом Флітвудом та Річардом Мартіном. Там у Лейдені він познайомився з юристом Полом Мерулою. До нього він звернувся з рекомендаційним листом від Вільяма Камдена. У той же час він почав писати вірші, у 1594 році поезія Джона Девіса познайомила його з королевою Англії Єлизаветою І Тюдор. Вона побажала, щоб він продовжував вивчати право в школі «Мідл Темпл», і привела його до присяги як ординарного слугу. У наступному році його вірш «Оркестр» був опублікований у липні, перед тим, як він завершив навчання в «Мідл Темпл» і приступив до практичної роботи юристом. У 1597 році він був обраний депутатом Палати громад парламенту Англії від Шефтсбері.
У лютому 1598 року Девіса позбавили адвокатської кар’єри за злочин: він мав конфлікт з Річардом Мартіном, що образив його публічно, конфлікт завершився бійкою в приміщенні юридичної школи, Річард Мартін отримав травму. Після цього Джон Девіс сів на човен біля сходів юридичної школи і поїхав до Оксфорда, де він деякий час жив і писав вірші. Там він написав твір «Nosce Teipsum» («Пізнай себе» - лат.), що був опублікований в 1599 році і сподобався королеві Єлизаветі І та лорду Маунтджой - лорда-депутату Ірландії. Джон Девіс став фаворитом королеви, якій він адресував свій твір «Гімни Астреї» в 1599 році. Однак пізніше того ж року його «Епіграми» було включено до списку опублікованих творів, які держава наказала конфіскувати та спалити. У 1601 році він був знову прийнятий до адвокатури, публічно вибачившись перед Мартіном, і того ж року був обраний депутатом Палати громад парламенту Англії від Корф-Кастл. У 1603 році він був частиною депутації, яка мала привезти короля Шотландії Якова VI до Лондона як нового монарха Англії, Шотландії та Ірландії. Шотландський король також був шанувальником поезії Джона Девіса і нагородив його лицарством і призначенням (за рекомендацією Маунтджоя) генеральним соліситором (радником з юридичних питань), а згодом і генеральним прокурором в Ірландії.

### Діяльність в Ірландії
Джон Девіс прибув до Дубліна в листопаді 1603 року, де якраз в той час лорд Маунтджой прийняв капітуляцію повстанців Х’ю О’Ніла і цим була завершена Дев’ятирічна війна в Ірландії.  Наслідком війни були в Ірландії крім остаточної втрати незалежності останніх ірландських королівств, були голод та чума. Джон Девіс зауважив, що суди в Ірландії все ще викликають повагу в населення, але лінощі протестантського духовенства та руйнування церков завдають шкоди релігії. Він засудив практику випуску монет зі зниженими цінностями і, прагнучи запровадити регулярні квартальні сесії судів, у квітні 1604 року вирушив у Лейнстер відвідавши 7 графств. У 1605 році він подорожував до Англії з подякою сера Артура Чічестера, який змінив Маунтджоя в уряді Ірландії та повернувся до Ірландії у липні. 
Джон Девіс хотів запровадити в Ірландії реформи не лише в юридичній, але й у релігійних справі. Він виступав за повне вигнання католицького духовенства з Ірландії, заборону католицизму та за примусове відвідування церкви, і його ідеї знашли розуміння – в Ірландії  були вжиті суворі заходи в релігійній сфері. 23 листопада 1605 року він виголосив потужну промову в Палаті суду Дублінського замку, в якій говорилося про виклик непокірних та бунтівників для відповіді за їх неповагу до наказів короля Англії. У травні 1606 року він подав свій звіт про відвідування Манстеру серу Роберту Сесілу - секретарю короля в Ірландії, і був призначений сержантом Ірландії після призначення генеральним прокурором Ірландії. Влітку він подорожував через графства Монаган, Фермана, Каван, а через рік відвідав графства Міт, Вестміт, Лонгфорд, Кінгз, Квінз, про свої інспекції він звітував Сесілу. Девіс завжди дивився на Ірландію як на сходинку до великої політичної посади в Англії, але він знав, що його шанси були втрачені зі смертю Сесіла, його покровителя, і його власною відсутністю при дворі короля Англії, Шотландії та Ірландії.
Джон Девіс активно брав участь у зусиллях уряду створити англійські та шотландські поселення в нещодавно бунтівній провінції Ольстер – землі відбиралися в ірландців і дарувалися англійським і шотландським колоністам протестантського віросповідання. У вересні 1607 року він передав Сесілу свій звіт про втечу графів, знаменну подію в історії Ірландії, коли ірландська аристократія таємно покинула Ірландію, втікаючи від репресій англійської влади. Незабаром Джон Девіс вирушив на території графів-втікачів, щоб висунути проти них звинувачення. У серпні 1608 року він поїхав з Чічестером, щоб оглянути захоплені землі, повідомляючи, що люди «настільки ж дивувалися побачити намісника короля, наскільки привиди в поемі Вергілія дивувалися бачити Енея живим у пеклі». У жовтні він прибув до Англії, домагаючись розширення англійських та шотландських колоній в Ольстері – так званих «Плантацій Ольстера».
У травні 1609 року Джон Дейвіс отримав посаду сержанта Ірландії і йому було даровано землі (відібрані в ірландських кланів), що приносили прибуток 40 фунтів стерлінгів на рік (на той час велика сума). У 1610 році він знову відвідав Англію, щоб обговорити справи англійських колоній в Ірландії. Він вважав, що колонізація Ірландії йде настільки успішно, що допомога комісії, якій дорученій довести проект до кінця, більше не знадобиться. У 1610 році він захищав юридичне подання, розпочате ірландцями проти планів англійської колонізації графства Каван, але наступного року попросив відкликати його з Ірландії. Приблизно в цей час він написав науковий трактат «Відкриття справжніх причин, чому Ірландія ніколи не була повністю підкорена» (опубліковано в 1612 році) – стилістично добре написана праця – хоча й полемічна – опис конституційного становища Ірландії.

### Спікер Палати громад парламенту Ірландії
Джон Девіс витратив багато часу на підготовку скликання парламенту Ірландії 1613 року, до якого його повернули у графство Фермана. На першому засіданні його висунули на посаду спікера Палати громад, запропонували виступити зі схвалення дій Корони Англії, але він зустрів шалену опозицію з боку католиків та ірландців, які склали меншість в парламенті і висунули колишнього суддю Верховного суду Ірландії сера Джона Еверарда – лицаря графства Тіпперері. Еверард був відвертим опозиціонером і людиною з хорошою репутацією. Почалася комічна сцена, коли Еверарда посадили на крісло і він відмовився звільнити його на користь урядового кандидата. Джона Девіса, завжди дуже важку людину, схопили його власні прихильники й підняли його на коліна суперника. Потім Еверарда було вигнано з крісла спікера та він вийшов із залу разом із 98 прихильниками, після чого голосування було проведено за їх відсутності. Чичестер затвердив Девіса як спікера Палати громад, і він виголосив пам’ятну промову про історію та роль парламенту в Ірландії. Еверард, його суперник, був викликаний до Англії та ненадовго ув’язнений, але швидко був помилуваний і після цього лояльно ставився до влади Корони Англії. 
У 1615 році були опубліковані звіти Джона Девіса про події і ситуацію і Ірландії. Джон Девіс виступав як радник у багатьох питаннях, включаючи справу про риболовлю в Банні, справи про вождів ірландських кланів, справи про успадкування землі ірландських кланів. Ці справи  створили прецеденти в ірландському конституційному праві, що мало широкі наслідки для британської колоніальної політики.

### Подальша кар’єра
У 1617 році Дейвісу не вдалося отримати посаду генерального прокурора Англії та Уельсу, тому він пішов у відставку з посади генерального прокурора Ірландії, переконавшись, що його замінить його племінник Вільям Райвс. У 1619 році він повернувся до Англії назавжди, сподіваючись, що його присутність підвищить шанс отримати там посаду. Він працював королівським сержантом, а згодом став суддею. Був одним із засновників Товариства антикварів. У 1621 році він був обраний депутатом Палати громад парламенту Англії від Гіндону та Ньюкасл-андер-Лайм, вирішивши балотуватися від останнього виборчого округу. Час від часу він виступав у парламенті з питань Ірландії. Девіс пішов на пенсію і жив в Енглфілд-Хаус у Беркширі, але потім був призначений лордом-головним суддею. Він завжди мав надмірну вагу, 7 грудня 1626 року він помер у своєму ліжку від апоплексичного удару, викликаного після вечері, і тому не встиг насолодитись посадою, яку він домагався протягом усієї своєї кар’єри.

## Літературний спадок
Джон Девіс писав вірші в багатьох формах, але найбільш відомий своїми епіграмами та сонетами. У 1599 році він опублікував поетичні збірники «Nosce Teipsum» - «Пізнай себе» (лат.) і «Гімни Астреї». Королева Англії та Ірландії Єлизавета І Тюдор стала шанувальницею творчості Джона Девіса, деякі його вірші являють собою акровірші, які містять фразу Елізабета Регіна. Його найвідоміша поема «Nosce Teipsum» здобула йому прихильність короля Англії, Шотландії та Ірландії Якова I, завдяки чому він отримав просування вгору по кр’єрній драбині в Ірландії. Тричастинна поема написана десятискладовими чотиривіршами, присвячена самопізнанню та безсмертю душі. А. Х. Буллен описав його вірші як «виключно читабельні для свого часу і читачів того часу: високодосконалий вірш, жодної єлизаветинської химерності, водночас тонкий і стислий». Буллен також описав твір «Оркестр Девіса, або Поему танцю» як «блискучий і витончений». Цей вірш, написаний у королівській римі, розкриває типове єлизаветинське задоволення: споглядання та спроба зрозуміти взаємозв’язок між природним порядком і людською діяльністю. Твори Джона Девіса дуже добре представлені в єлизаветинських антологіях. Останнє повне видання його віршів вийшло друком в 1876 році і вже давно стало букіністичним раритетом. У літературному плані він був прекрасним поетом, про якого починаючи з середини XVII століття забули, поки його твори не дістав із забуття і не дослідив Т. С. Еліот. Вірш Джона Девіса «Я знаю, що моя душа має силу знати все» був покладений на музику композитором Юбером Паррі в його пісня для хору «Пісні прощання» (1916 – 1918).

## Юридична та політична спадщина
У політичному плані Дейвіс відіграв важливу роль у розвитку конституційного права Британських островів, формуванні правових умов англійської Ірландії. Пізніше ці роботи стали юридичною основою колонізації Північної Америки та інших країн. 

## Родина
Джон Девіс одружився з Елеонор Туше - дочкою першого графа Кастлхейвен у березні 1609 року. Вона була однією з найплідніших жінок-письменниць на початку XVII століття в Англії, автором майже сімдесяти памфлетів і пророцтв, і однією з перших жінок в Англії, чиї твори були надруковані. Під час шлюбу Елеонора опублікувала численні книги пророцтв, зокрема анаграматичні пророцтва. Її пророчі писання були джерелом конфлікту в шлюбі, і Джон Девіс спалив набір пророцтв, які написала Елеонора. Джон Девіс був роздратований надмірностями своєї дружини і одного разу звернувся до неї: «Я прошу, щоб ти не плакала, поки я живий, і я дозволю тобі сміятися, коли я помру». Кажуть, що вона точно передбачила дату його смерті і носила траурний одяг протягом трьох років до передбачуваного часу: коли дата наближалася – за три дні до цього – вона «дала йому дозвіл відпочити на довгий сон».
У цьому шлюбі в Джона Девіса було троє дітей. Один його син Джон (Джек) був глухонімим, його дочка вийшла заміж за Фердінандо Гастінгса і стала графинею Гантінгдон. Багато хто вважає, що саме його дружина Елеонора створила для Джона Девіса проблему щодо отримання посад. 28 липня 1625 року вона працювала над коментарем до Книги Даниїла і вірила, що почула голос пророка. Вона написала про цей досвід і віднесла його архієпископу Кентерберійському. Коли Джон Девіс знайшов і спалив її лист, вона провістила, що він помре протягом трьох років, і пішла в траур. У листопаді 1626 року Джон Девіс був призначений на високу посаду в Англії. На початку грудня, після зустрічі з чоловіком, Елеонора почала плакати під час вечері з друзями. Коли її запитали, чому, вона пояснила, що це було в очікуванні похорону Джона Девіса. Вранці 8 грудня Джон Девіс був знайдений у своєму будинку мертвим внаслідок апоплексичного удару. У 1633 році Елеонора постала перед вищою слідчою комісією Англії за звинуваченнями в єресі, пов’язаними з її релігійними практиками анаграм. Під час безрезультатного обстеження її під присягою один із уповноважених придумав власну анаграму: «Дама Елеонор Девіс – божевільна жінка». Її відправили у в’язницю, а потім після звільнення вона знову вийшла заміж, але її покинув новий чоловік. Її поховали поруч з Джоном Дейвісом після її смерті в 1652 році. Вона продовжувала пророчити до самої смерті.